# Ebhardt-Brunnen

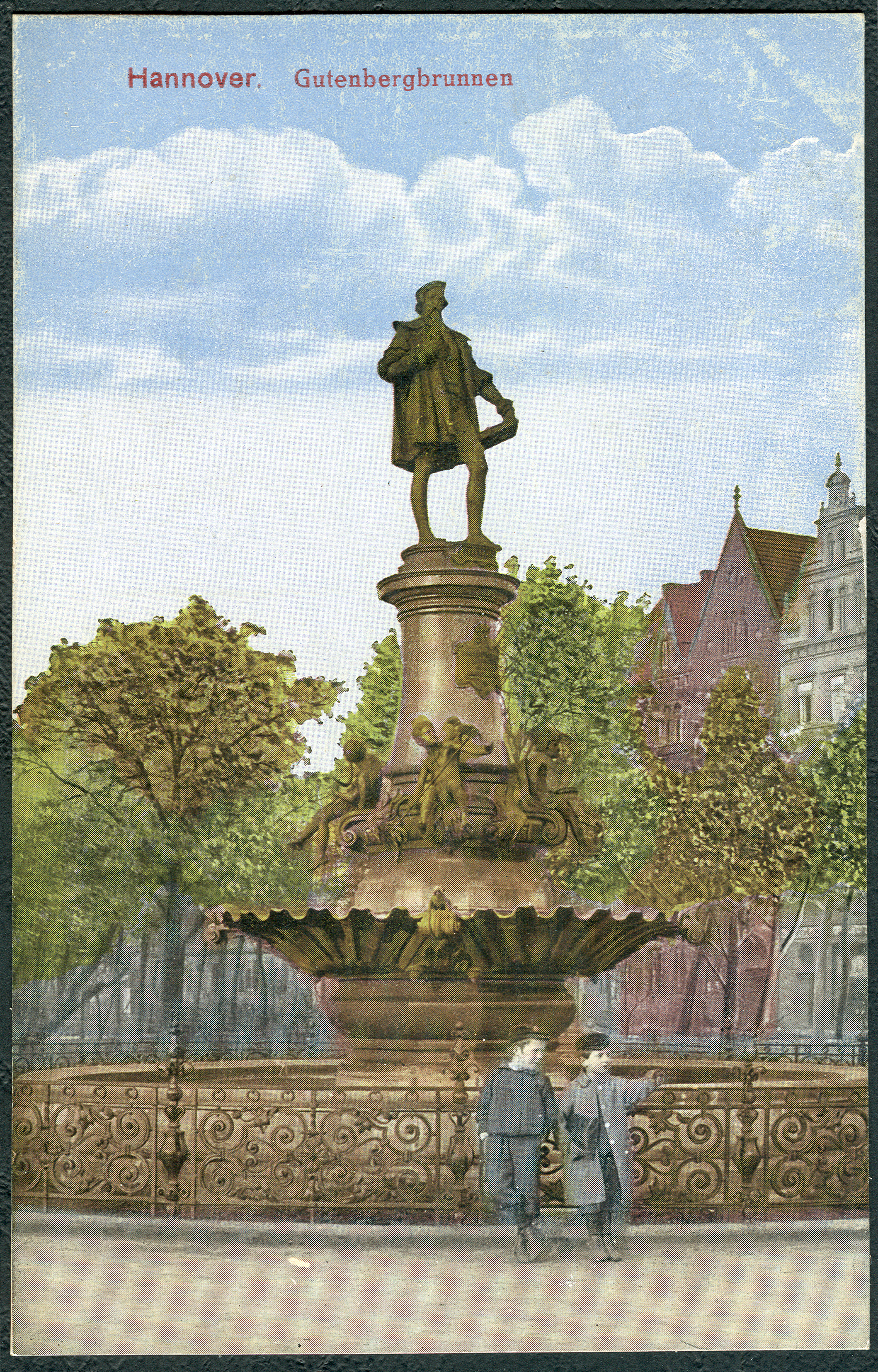
Der Gutenbergbrunnen mit seinen Skulpturen im Maschpark gegenüber dem Friedrichswall;
kolorierte Ansichtskarte Nummer 189 eines anonymen Fotografen, auf dem Revers Stempel von Theodor Schulzes Buchhandlung, um 1905

Der Ebhardt-Brunnen oder auch Gutenberg-Brunnen in Hannover war eine Ende des 19. Jahrhunderts errichtete Brunnenanlage, die als Gemeinschaftsarbeit des hannoverschen Stadtbauinspektors Paul Rowald und des Bildhauers Carl Dopmeyer entstanden war. Standort war die Grünfläche des erst später durch den Gartenbaudirektor Julius Trip ausgestalteten Maschparks am Friedrichswall, in der Fluchtlinie der Ebhardtstraße im Stadtteil Mitte.

## Geschichte
Der Gutenberg-Brunnen entstand nach den Plänen von Paul Rowald und Carl Dopmeyer wohl aus Anlass des 450-jährigen Jubiläums der Erfindung des Buchdrucks durch Johannes Gutenberg. Stifter der 1890 installierten Anlage war Heinrich Ebhardt, zugleich der Inhaber der renommierten Geschäftsbücherfabrik J. C. König & Ebhardt.
Die Skulptur des Johannes Gutenberg – mit Bart und einer Bibel – stand erhöht auf einem Brunnenschaft, der im unteren Drittel eine muschelähnliche Schale aus Kupfer trug, aus der vier Amphibien herunterblickten; ein Frosch, ein Salamander, eine Schildkröte und ein Chamäleon. In der Mitte des Brunnenschaftes spien vier Löwenköpfe Wasser in die Schale; zwischen ihnen saßen vier Jünglinge. Sie wurden in einem 1916 verfassten Aufsatz wie folgt beschrieben:

„[...] ein deutscher Knabe mit Buch, ein Indianer mit Wurfbeil und Schild, ein Chinese mit einer Schlange und ein Neger mit Lanze und Papagei. Man erkennt, daß die Personen die vier größten Erdteile – Europa, Amerika, Asien und Afrika – vertreten und zeigen sollen, daß die so nützliche Buchdruckerkunst ihren Weg durch das ganze Weltall genommen hat.“

So ehrte Heinrich Ebhardt mit seinen Geldmitteln den Erfinder der Buchdruckerkunst, brachte aber auch den Gönner mit einer am Brunnenschaft angebrachten Tafel in Erinnerung:

„Der lieben Vaterstadt Hannover gewidmet von Heinrich Ebhardt 1890“

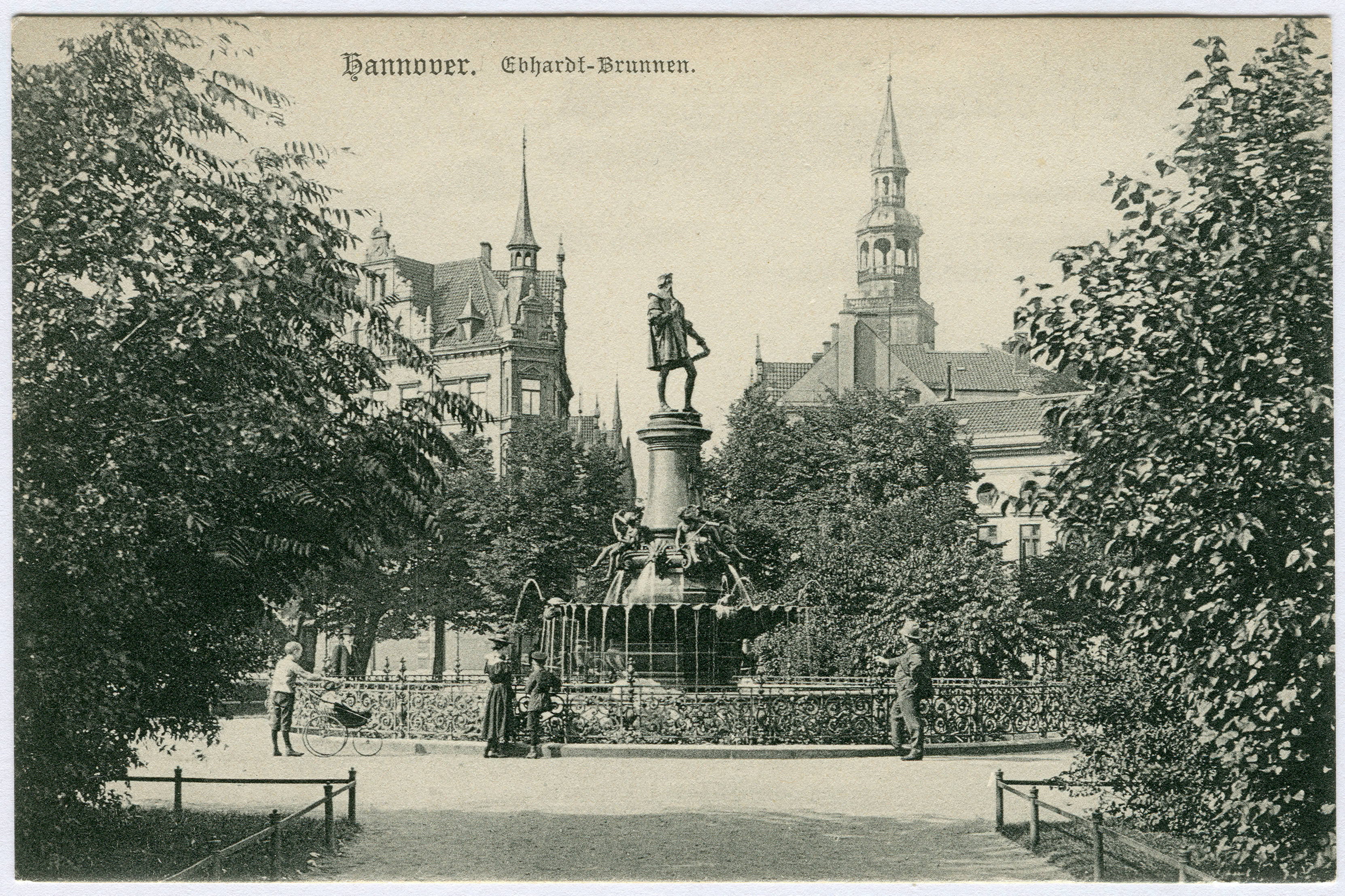
Im Maschpark am Friedrichswall in Hannover:
Der Ebhardt-Brunnen in der Sichtachse der Ebhardtstraße;
Ansichtskarte Nummer 504 von Karl F. Wunder, Lichtdruck, um 1898

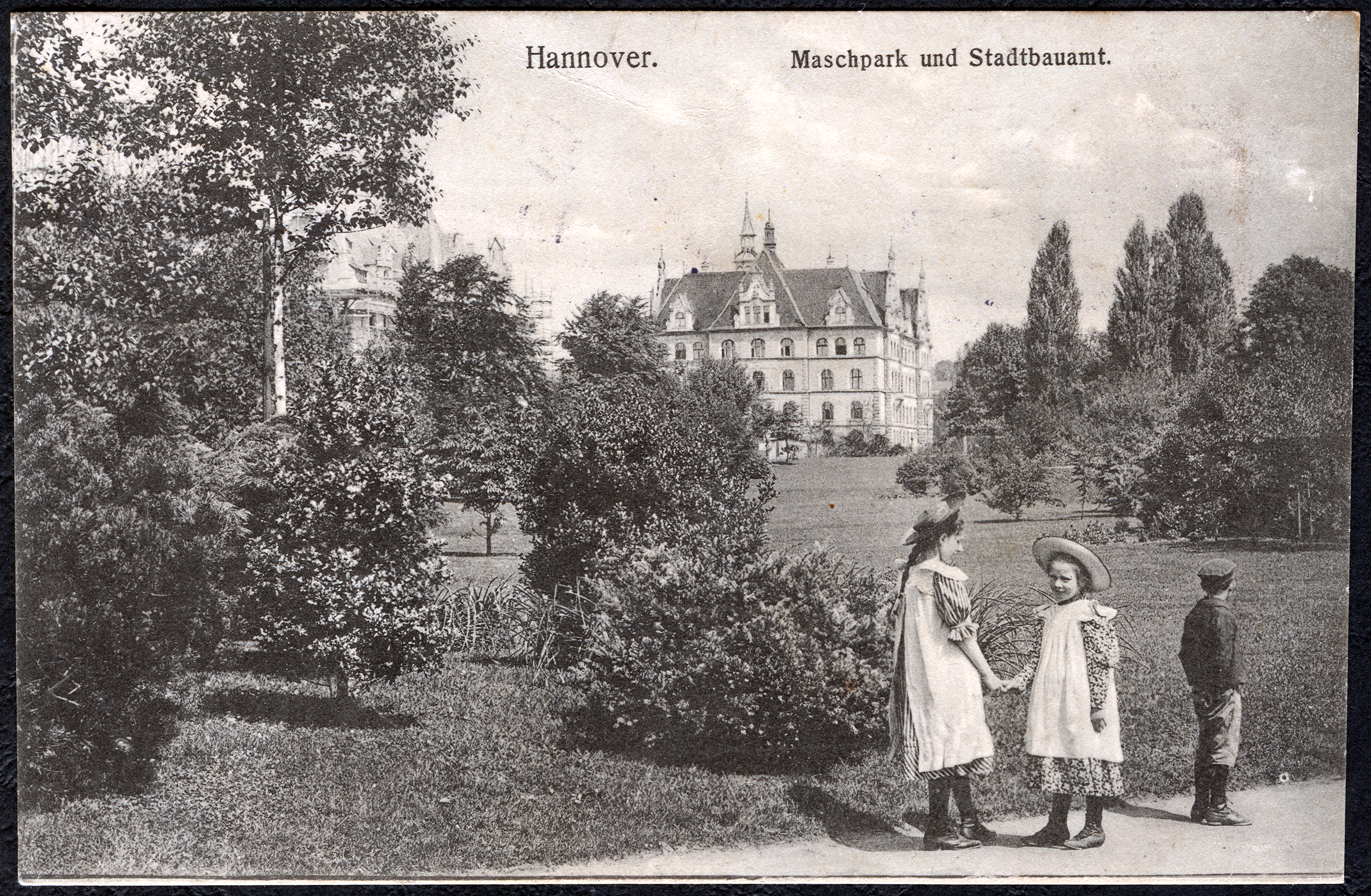
Blick aus dem Maschpark auf das im Bau befindliche Neue Rathaus (links, im Baugerüst) und das Stadtbauamt, vor dem am Friedrichswall der Ebhardt-Brunnen aufgestellt war;
Ansichtskarte, anonym, um 1910

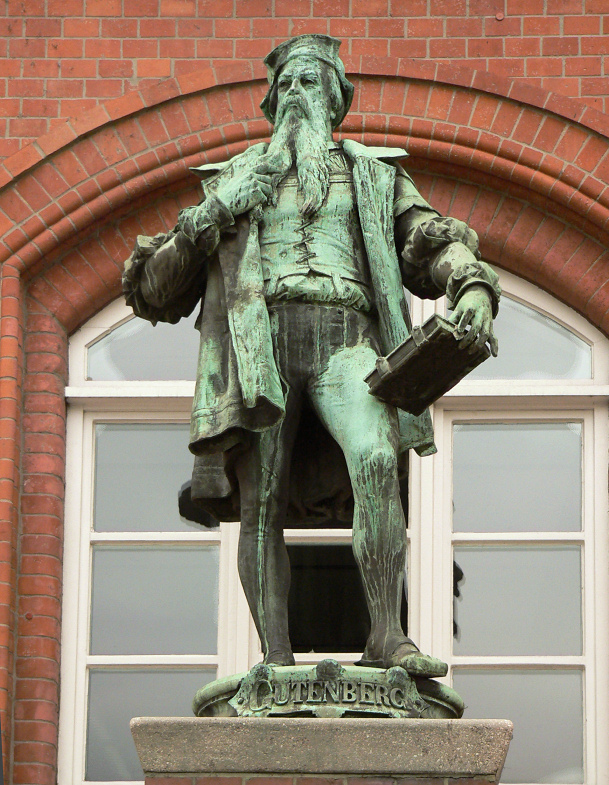
Die 1949 vor der ehemaligen Geschäftsbücherfabrik J. C. König & Ebhardt nun als Denkmal aufgestellte Figur des Buchdruckers Johannes Gutenberg

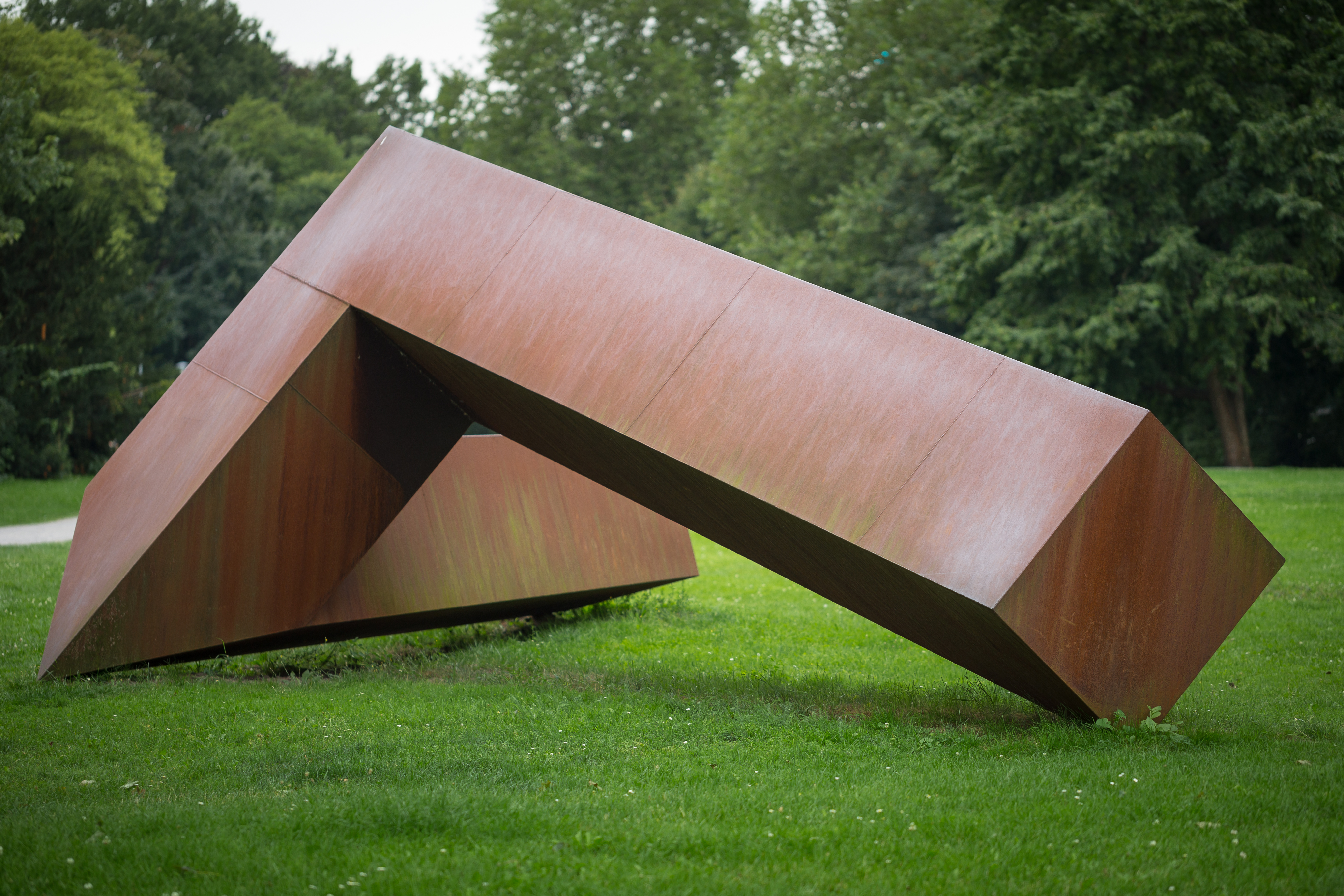
Die Skulptur in between von Hans Breder auf der Grünfläche etwa dort, wo zuvor der Gutenberg-Brunnen stand

Im Folgejahr wurde die 1891 angelegte und auf den Brunnen zulaufende Ebhardtstraße, die den Friedrichswall nun mit der alten Marktstraße verbinden sollte, amtlich nach dem Brunnenstifter benannt.
Hinter dem Ebhardtbrunnen im Maschpark entstand im Zuge des geplanten Baus des Neuen Rathauses zunächst das 1899 bis 1906 fertiggestellte Bauamtsgebäude.
Nach der Machtergreifung durch die Nationalsozialisten und dem Beginn des Zweiten Weltkrieges mussten bald sämtliche aus Metall gefertigten Figuren des Brunnens im Zuge der sogenannten „Ablieferungspflicht“ demontiert werden, um dann zum Einschmelzen und zur Weiterverarbeitung zu militärischen Zwecken wie beispielsweise Waffen und Munition zu dienen. Doch es waren dann die Waffen der Angegriffenen, die während ihrer Luftangriffe auf Hannover das Bauamtsgebäude hinter dem demontierten Ebhardt-Brunnen zerstörten – und zugleich „[...] erhebliche Teile dort gelagerter historischer Dokumente.“
Auch die Figuren des Gutenberg-Brunnens galten als verloren, doch dann führte eine Suchaktion der Neuen Presse im Jahr 1948 – wie auch bei manchen anderen Figuren – noch zu einem Teilerfolg: Die Skulptur des Johannes Gutenberg konnte die Stadt Hannover zum Schrottwert zurückkaufen, allerdings ohne Arme, Beine und die Bibel. Doch sollte die alte Brunnenanlage nicht mehr saniert werden. Zum einen hätte der Brunnen ohne den verlorenen Zierrat unproportioniert gewirkt, zum anderen war ein eventuell größerer und modernerer Neubau des zerstörten Bauamtsgebäudes angedacht – die später, 1955, dann aber als Baudezernat auf der anderen Seite des Rathauses errichtet wurde.
So wurde das bald restaurierte Standbild Gutenbergs im September 1949 – zu dieser Zeit feierten einige Drucker in Hannover Jubiläen – auf einem eher schlichten Sockel aus Ziegelsteinen an der Schlosswender Straße am Königsworther Platz vor dem Gebäude der ehemaligen Geschäftsbücherfabrik und Druckerei J. C. König & Ebhardt aufgestellt – und fand gewissermaßen zurück zu seinem Stifter.
Der alte Brunnensockel, auf dem das Standbild ursprünglich gestanden hatte, diente dann ab 1950 als Sockel im Nachtwächter-Brunnen auf dem Lindener Marktplatz in Linden-Mitte.